# Wilhelm Sieben
Wilhelm Sieben, född den 29 april 1881 i Landau, död den 29 augusti 1971 i München, var en tysk musikdirigent.
Sieben, som blev student i München 1898, handleddes sedan där av Rheinberger och Thuille i musikteori och i Prag av Ševčík i violinspel.  Han blev 1905 violinlärare vid musikakademien i München (professor 1916) och odlade samtida kammarmusik som primarie i en stråkkvartett. År 1918 kallades han som dirigent till Königsberg, 1920 till stadsmusikdirektor i Dortmund. Sieben var på senhösten 1924 gästdirigent hos Konsertföreningen i Stockholm och för musikåret 1925–26 anställd där som 1:e dirigent vid denna förening. "S:s anförarskap är framstående genom fast behärskning, fin kultur och liffull uppfattning af olika stilarter", skriver Eugène Fahlstedt i Nordisk familjebok.